# Jerzy Wiśniewski (przedsiębiorca)
Jerzy Mieczysław Wiśniewski (ur. 1 stycznia 1957 we Włocławku, zm. 19 sierpnia 2019) – polski przedsiębiorca, menedżer, założyciel i główny akcjonariusz grupy PBG, prezes zarządu PBG oraz Rafako, największej polskiej grupy budownictwa energetycznego.

## Życiorys
Absolwent Wydziału Budownictwa Lądowego Politechniki Poznańskiej (1984). Uzyskał dyplom Master of Business Administration (2004). Po pracy w PGNiG w 1994 założył działalność gospodarczą, świadcząc usługi budowlane dla branży gazowniczej. Rodzinną firmę rozwinął w PBG, która stała się gigantem na polskim rynku budowlanym. W 2008 stał się miliarderem, wszedł do pierwszej dziesiątki najbogatszych Polaków „Forbesa”.

## Życie prywatne
Jego małżonką była Małgorzata Wiśniewska.

## Odznaczenia i wyróżnienia
- Złoty Krzyż Zasługi (2011)[6]
- Srebrny Krzyż Zasługi (2004)
- Brązowa Odznaka Honorowa „Zasłużony dla Górnictwa RP” (1997),
- Tytuł „Generalny Dyrektor Górniczy” III Stopnia (2009) — za prace na rzecz branży górniczej[7],